# Supplice du pneu

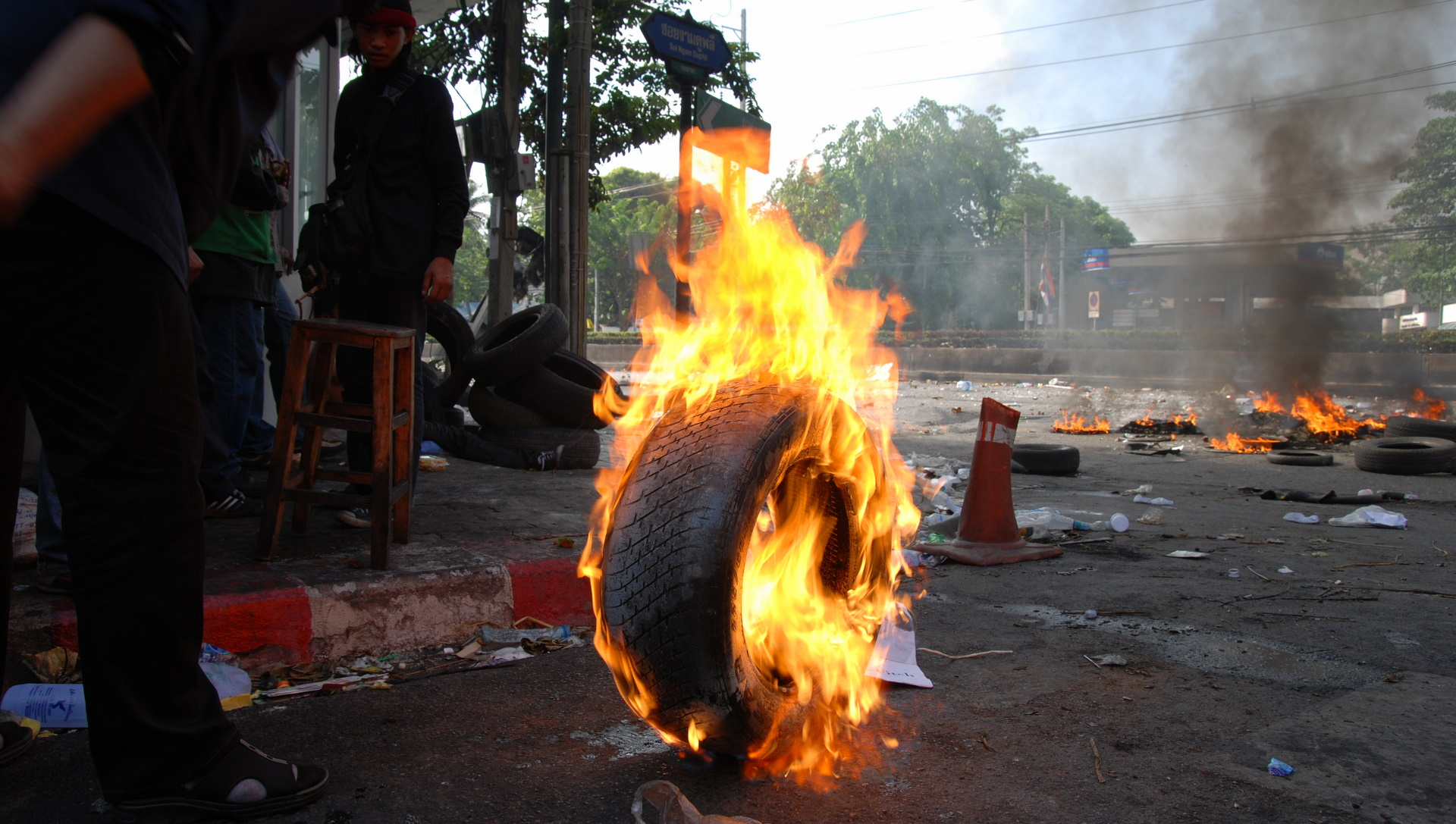
Pneu rempli d'essence en feu, Bangkok, 2010

Le supplice du pneu, collier de feu ou necklacing est une technique de lynchage et d'exécution apparue lors d'émeutes et de règlements de comptes entre l'Inkatha et l'ANC en Afrique du Sud pendant les négociations pour la sortie de l'apartheid. Le supplice du pneu, précédé d'un passage à tabac, est aujourd'hui un acte de justice populaire fréquemment pratiqué dans toute l'Afrique subsaharienne pour punir délinquants et criminels présumés.

## Principe
Cette technique de lynchage (dans le sens où la sentence est appliquée sommairement par la foule ou un groupe de personnes n'ayant pas autorité en matière pénale) consiste à mettre un pneu autour du cou (éventuellement du corps) du supplicié attaché, puis à y mettre le feu avec de l'essence. Elle serait apparue dans les townships d'Afrique du Sud lors d'affrontements entre l'Inkatha et l'ANC. Toutefois, ces conflits, présentés comme internes à la communauté noire et comme le résultat de conflits ethniques ont pu être le résultat de manipulations du régime d'apartheid. Elles ont permis aussi de justifier des interventions policières et des arrestations.
La technique a également été pratiquée à diverses reprises en Haïti où elle était aussi appelée « Pè Lebrun », à cause d'une publicité à la télévision d'un vendeur de pneus de Port-au-Prince nommé Père Lebrun,,, ainsi qu'à Kinshasa lors de la deuxième guerre du Congo contre des sympathisants pro-Rwanda,.
Kevin Carter est le premier journaliste à prendre en photo un supplice du pneu.

## Dans la fiction

### Films
- Troupe d'élite  (en portugais : Tropa de Elite), sorti en 2007, expose cette scène violente dans les favelas.
- Eden Lake, sorti en 2008.
- L'Agence tous risques, sorti en 2010.
- Moloch tropical, sorti en 2010.
- Savages, sorti en 2012.
- Mandela : Un long chemin vers la liberté (Mandela: Long Walk to Freedom), sorti en 2013.
- Zoulou, sorti en 2013.

### Série
- Cette torture est utilisée par les gangs mexicains dans plusieurs épisodes de la saison 2 de The Shield.
- Cette méthode d'exécution est utilisée par un agent de l'ANC dans l'épisode 8 de la saison 3 de The Americans.
- Cette méthode d'exécution est également utilisée par un membre de gang dans l'épisode 10 de la saison 3 d'Elementary.